# Paul I al Greciei
Paul I al Greciei (greacă Παύλος, Βασιλεύς των  Ελλήνων, n. 14 decembrie 1901, Atena, Regatul Greciei – d. 6 martie 1964, Tatoi Royal Cemetery⁠(d), Attica Prefecture⁠(d), Grecia) a fost rege al Greciei din 1947 până în 1964.

## Familie

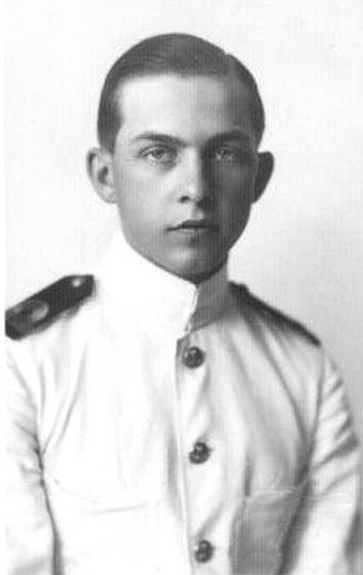
Paul în anii 1920.

Paul s-a născut la Atena, ca al treilea fiu al regelui Constantin I al Greciei și a soției lui, Prințesa Sofia a Prusiei. 
La 9 ianuarie 1938, Paul s-a căsătorit cu Frederika de Hanovra la Atena. Au avut trei copii:
- Sofia, regină a Spaniei (n. 1938)
- Constantin al II-lea, rege al Greciei (n. 1940)
- Irene, Prințesă a Greciei și Danemarcei (n. 1942)

Din 1917 până în 1920 Paul a trăit în exil împreună cu tatăl său, Constantin I. Din 1923 până în 1935 și din nou din 1941 până în 1946, a trăit din nou în exil, de data asta împreună cu fratele său, George al II-lea. În timpul celui de-Al Doilea Război Mondial, când Grecia a fost sub ocupație germană, Paul împreună cu guvernul din exil au trăit la Londra și Cairo. Din Cairo trimitea mesaje poporului grec.

## Domnie
Paul s-a întors în Grecia în 1946. El a urcat pe tronul Greciei în 1947, după decesul fratelui său mai mare, George al II-lea, în timpul războiului civil grec. În 1947 n-a putut ajunge la nunta verișorului său primar Prințul Filip, Duce de Edinburgh cu viitoarea regină Elisabeta a II-a a Regatului Unit deoarece suferea de febră tifoidă.
În 1959, a suferit o operație de cataractă iar în 1963 o operație de apendicită. La sfârșitul lunii februarie 1964, a suferit o nouă operație pentru cancer la stomac și a murit o săptămână mai târziu la Atena.